# Sri Lanka op de Gemenebestspelen

Vlag van Sri Lanka

Sri Lanka is een van de landen die deelneemt aan de Gemenebestspelen (of Commonwealth Games). Sinds 1938 heeft Sri Lanka zeventienmaal deelgenomen. In totaal over deze zeventien edities won Sri Lanka 24 medailles.

## Medailles
| Sri Lanka op de Gemenebestspelen | Sri Lanka op de Gemenebestspelen | Sri Lanka op de Gemenebestspelen | Sri Lanka op de Gemenebestspelen | Sri Lanka op de Gemenebestspelen | Sri Lanka op de Gemenebestspelen |
| -------------------------------- | -------------------------------- | -------------------------------- | -------------------------------- | -------------------------------- | -------------------------------- |
| Jaar                             | Goud                             | Zilver                           | Brons                            | Totaal                           | Rang                             |
| 1938                             | 1                                | -                                | -                                | 1                                | 7                                |
| 1950                             | 1                                | 2                                | -                                | 3                                | 9                                |
| 1958                             | -                                | -                                | -                                | -                                | /                                |
| 1962                             | -                                | -                                | -                                | -                                | /                                |
| 1966                             | -                                | -                                | -                                | -                                | /                                |
| 1970                             | -                                | -                                | -                                | -                                | /                                |
| 1978                             | -                                | -                                | -                                | -                                | /                                |
| 1982                             | -                                | -                                | -                                | -                                | /                                |
| 1990                             | -                                | -                                | -                                | -                                | /                                |
| 1994                             | 1                                | 2                                | -                                | 3                                | 16                               |
| 1998                             | -                                | 1                                | 1                                | 2                                | 27                               |
| 2002                             | -                                | -                                | -                                | -                                | /                                |
| 2006                             | 1                                | -                                | -                                | 1                                | 22                               |
| 2010                             | -                                | 1                                | 1                                | 2                                | 28                               |
| 2014                             | -                                | 1                                | -                                | 1                                | 29                               |
| 2018                             | -                                | 1                                | 5                                | 6                                | 31                               |
| 2022                             | -                                | 1                                | 3                                | 4                                | 31                               |